# Juan N. Méndez
Pour les articles homonymes, voir Mendez.
Juan Nepomuceno Méndez, né le 2 juillet 1820 à Tetela de Ocampo et mort le 29 novembre 1894 à Mexico, est un militaire de carrière, homme d'État et homme politique mexicain.

## Biographie
Homme de confiance de Porfirio Díaz, il est son compagnon d'arme lors de la rébellion de 1876 contre le président Sebastián Lerdo de Tejada. Il assume la charge de président du Mexique par intérim du 6 décembre 1876 au 17 février 1877 afin de donner un semblant de légalité à la prise de pouvoir de Díaz.
Quelques mois plus tard, il se présente aux élections avec le Parti conservateur et devient sénateur, puis gouverneur de Puebla, avant de terminer sa carrière comme président de la Cour suprême militaire du Mexique.
Ses restes sont inhumés à la Rotonde des personnes illustres de Mexico le 3 décembre 1984.